# Noblella peruviana
Noblella peruviana is een kikker uit de familie Strabomantidae. De soort werd voor het eerst wetenschappelijk beschreven door Gladwyn Kingsley Noble in 1921. Oorspronkelijk werd de wetenschappelijke naam Sminthillus peruvianus gebruikt. De soortaanduiding peruviana betekent vrij vertaald 'levend in Peru'.
Noblella peruviana leeft in Zuid-Amerika en komt endemisch voor in Peru op een hoogte van 2800 tot 3500 meter boven zeeniveau.